# Première circonscription de Seine-et-Oise
La première circonscription de Seine-et-Oise est l'une des dix-huit circonscriptions législatives que compte le département français de Seine-et-Oise, situé en région Île-de-France.

## Description géographique
Le Journal officiel du 13-14 octobre 1958 précise la composition de la circonscription :
- Commune d'Argenteuil
- Commune de Bezons
- Commune de Sannois[1].

La circonscription devient la troisième circonscription du Val-d'Oise en 1967.

## Description historique et politique

### Historique des députations
| Législature | Début de mandat | Fin de mandat  | Député       | Parti politique | Observations                                                                             |
| ----------- | --------------- | -------------- | ------------ | --------------- | ---------------------------------------------------------------------------------------- |
| Ire         | 9 décembre 1958 | 9 octobre 1962 | Claude Labbé | UNR             | Mandat écourté à la suite d'une dissolution parlementaire décidée par Charles de Gaulle. |
| IIe         | 6 décembre 1962 | 2 avril 1967   | Léon Feix    | PCF             |                                                                                          |

## Historique des élections

### Élections de 1958
| Candidat       | Candidat              | Parti          | Premier tour | Premier tour | Second tour | Second tour |  |
| Candidat       | Candidat              | Parti          | Voix         | %            | Voix        | %           |  |
| -------------- | --------------------- | -------------- | ------------ | ------------ | ----------- | ----------- |  |
|                | Mathilde Gabriel-Péri | PCF            | 23 602       | 46,62        | 23 957      | 46,55       |  |
|                | Claude Labbé élu      | UNR            | 21 230       | 41,93        | 25 313      | 49,19       |  |
|                | Ernest Prest          | SFIO           | 5 795        | 11,45        | 2 194       | 4,26        |  |
|                |                       |                |              |              |             |             |  |
| Inscrits       | Inscrits              | Inscrits       | 64 433       | 100,00       | 64 416      | 100,00      |  |
| Abstentions    | Abstentions           | Abstentions    | 12 599       | 19,55        | 12 336      | 19,15       |  |
| Votants        | Votants               | Votants        | 51 834       | 80,45        | 52 080      | 80,85       |  |
| Blancs et nuls | Blancs et nuls        | Blancs et nuls | 1 207        | 2,33         | 616         | 1,18        |  |
| Exprimés       | Exprimés              | Exprimés       | 50 627       | 97,67        | 51 464      | 98,82       |  |

Le suppléant de Claude Labbé était Michel Tenot, ingénieur, maire-adjoint de Sannois.

### Élections de 1962
|                | Léon Feix élu        | PCF            | 26 844 | 54,86  |  |  |  |
|                | Claude Labbé sortant | UNR-UDT        | 14 907 | 30,46  |  |  |  |
|                | André Cancelier      | CNIP           | 4 521  | 9,24   |  |  |  |
|                | René Poupardin       | PSU            | 2 662  | 5,44   |  |  |  |
|                |                      |                |        |        |  |  |  |
| Inscrits       | Inscrits             | Inscrits       | 66 182 | 100,00 |  |  |  |
| Abstentions    | Abstentions          | Abstentions    | 16 431 | 24,83  |  |  |  |
| Votants        | Votants              | Votants        | 49 751 | 75,17  |  |  |  |
| Blancs et nuls | Blancs et nuls       | Blancs et nuls | 817    | 1,64   |  |  |  |
| Exprimés       | Exprimés             | Exprimés       | 48 934 | 98,36  |  |  |  |

Le suppléant de Léon Feix est Victor Dupouy, maire d'Argenteuil.